# 語調
语调（英語：intonation），又稱語氣、口氣、音高，是指说话者交談發聲的音調，即说话者依據個人心情（态度、個性），讓声调的高低轻重音調，再附加上發聲的高低轻重音調；前者是文法上的音調、後者是心情上的音調。

## 示例
例如在汉语中，接到对方的電話，然後回應：「喂，你是谁？」，这样一句话，套上不同的语调，則会給人有不同的感受；說話者的语气平缓，表示心情较为平和或较为克制；說話者的语气高降调、重音明顯，表示心情不好或性格较为急躁。

## 外部連接
- ToBI – Ohio State University, Department of Linguistics